# Vale Night (filme)
Vale Night é um filme de comédia brasileiro de 2022, dirigido por Luís Pinheiro e escrito por Ian Deitchman, Caco Galhardo, Renata Martins e Carla Meirelles, a partir de uma ideia original de Kristin Rusk Robinson. Produzido pela Querosene Filmes, o filme é protagonizado por Pedro Ottoni e Gabriela Dias como um jovem casal que lida com os desafios da vida na periferia para cria o filho ainda bebê. Conta ainda com as participações de Linn da Quebrada, Yuri Marçal, Jonathan Haagensen, Maíra Azevedo, Neusa Borges, Geraldo Mário, Natália Rodrigues, Iara Jamra, Thiago Pinheiro e Digão Ribeiro.
Vale Night estreou nos cinemas do Brasil em 17 de março de 2022 pela Buena Vista International. O filme foi recebido com críticas mistas e positivas, no geral foi elogiado por apresentar um enredo que retrata a vida nas comunidades periféricas do Brasil para além de histórias de violência e narcotráfico.

## Enredo
Daiana (Gabriela Dias) e Vini (Pedro Ottoni) são um casal jovem que têm um filho ainda bebê. A primeira teve que abandonar a escola para cuidar da criança, enquanto que Vini simplesmente só quer saber de se divertir. O problema começa quando Daiana, a conselho de sua mãe Regina (Maíra Azevedo), que percebe que a jovem está muito atarefada, resolve passar um tempo na casa de sua avó (Neusa Borges) e deixa o bebê sob os cuidados do seu desajeitado e irresponsável namorado. Com isso, Vini acaba perdendo o filho e precisa procurá-lo por todas as comunidades de São Paulo.

## Elenco
- Gabriela Dias como Daiana[9]
- Pedro Ottoni como Vini
- Linn da Quebrada como Pulga
- Yuri Marçal como Linguinha
- Maíra Azevedo como Regina
- Neusa Borges como Avó Daiana
- Jonathan Haagensen como Randerson
- Digão Ribeiro como Beiçola
- Iara Jamra como Sueli
- Sandra Corveloni como Virgínia
- Geraldo Mario como Zé Maria
- Thiago Pinheiro como Tampa
- Natália Rodrigues como Margareth

## Produção
O filme é uma produção da Querosene Filmes, assinada por Rachel Braga, João Queiroz Filho, David Gerson e Justine Otondo. Dirigido por Luís Pinheiro, o filme é, na verdade, uma adaptação de um roteiro norte-americano, no qual traria a história sendo vivida por um casal branco de classe média. Para a adaptação brasileira, a equipe produtora encaixou a história sendo vivida por um jovem casal negro morador da periferia de São Paulo. A adaptação do roteiro ficou a cargo de Ian Deitchman, Caco Galhardo, Renata Martins e Carla Meirelles.
As gravações ocorreram em 2019 com locações em diversos pontos da cidade de São Paulo.

### Escolha do elenco
O filme conta com um elenco que reúne diversos atores jovens e com muita representatividade negra. O enredo do filme tem o objetivo de atingir os adolescentes do país a respeito da responsabilidade sobre a paternidade e a maternidade. Para interpretar o protagonista Vini, o ator Pedro Ottoni foi o escolhido. Ele ganhou notoriedade nas redes sociais produzindo vídeos de humor e atuando no filme Pai em Dobro (2021), na Netflix. Gabriela Dias, intérprete da protagonista Daiana, fez sua estreia nos cinemas atuando nesse longa-metragem. Linn da Quebrada, que atua no filme como Pulga, participou do reality show Big Brother Brasil, um dos programas mais assistidos da televisão brasileira, na época de lançamento do filme, trazendo maior repercussão para a produção. O filme reúne ainda grandes nomes do cinema brasileiro, como Jonathan Haagensen, que ficou conhecido pelo filme Cidade de Deus (2002), Neusa Borges e ganhadora do prêmio de Cannes de melhor atriz Sandra Corveloni.

## Lançamento
O filme estreou nos cinemas do Brasil no dia 17 de março de 2022. Chegou ao streaming com exclusivamente na plataforma do Star+ em 20 de maio de 2022.

## Recepção

### Bilheteria
Em seu final de semana de estreia, entre 17 e 20 março de 2022, o filme alcançou a marca de 6,2 mil ingressos vendidos.

### Crítica
Em geral as críticas ao filme foram mistas e positivas. Os críticos destacaram a forma como a vida nas favelas foi retratada fora de uma ótica de violência extrema e narcotráfico. André Zuliani, escrevendo para o website Notícias da TV, observou que o filme faz o uso da comédia para abordar temas de muita importância social e que são feridas na sociedade brasileira através dos absurdos do protagonista Vini em relação às suas responsabilidades como pai. O website Splash destacou que os clichês do gênero da comédia são bem utilizados no filme, tornando o filme conciso e ágil, e criando uma atmosfera leve e divertida. Também destacou o desempenho do elenco, definindo-o como "muito introsado e carismático"
Marcelo Müller, crítico do Papo de Cinema, apontou fragilidades no desenvolvimento da trama, definindo-o como previsível e pouco denso ao não se preocupar com perigos reais da vida e frases de causas sociais sem ligação com o enredo. Entretanto, elogiou o cenário construído para o filme. Segundo o crítico, "Vale Night perde boas oportunidades para potencializar um dado sugerido dentro desse senso de comunidade: a ideia de que o cuidado com as crianças é algo praticamente coletivo."
Janda Montenegro, para o website CinePOP, escreveu que "Luis Pinheiro alcançou um trabalho praticamente impecável tecnicamente. No primeiro arco, para ambientar o espectador no espaço confinante, caótico e vibrante da favela, os planos-sequência seguindo o protagonista Vini carregando o bebê pelas ruas da comunidade são essenciais para mostrar que a vida desses moradores é um corre só, e é coletiva. Também o posicionamento da câmera se preocupa em não ter os olhos lineares do cinema padrão: ela se coloca por vezes abaixo, acompanhando as pernas dos personagens ou observando um desenrolar na laje de uma casa, pois a favela não é homogênea."

Para o Estação Nerd, Matheus Simonsen escreveu: "Vale Night é corajoso ao trazer o desconfortável no ponto de partida, mas, no desenrolar, escolhe o caminho mais fácil. É muito bom ver uma comédia nacional que não caia necessariamente no pastelão tão comum em produções nacionais mais televisivas, mas suas decisões finais quebram boa parte de suas propostas – trazendo ainda nos créditos um desnecessário discurso didático."